# Escape Room (pel·lícula de 2017)
Escape Room és una pel·lícula de terror estatunidenca del 2017 dirigida per Will Wernick. Es va projectar al Festival Internacional de Cinema de Seattle el 9 de juny de 2017. S'ha subtitulat al català.
La pel·lícula se centra en un grup d'amics que participa en un joc d'escapada extrem com a regal d'aniversari per a en Tyler. A mesura que resolen enigmes mortals, diversos membres del grup moren en circumstàncies violentes. En Tyler, convençut d'una traïció per part de la Christen, tria salvar-se i mor. La Christen aconsegueix escapar, però descobreix que continua sent vigilada pel responsable del joc i acaba desmaiant-se.